# Argyra auricollis
Argyra auricollis är en tvåvingeart som först beskrevs av Johann Wilhelm Meigen 1824.  Argyra auricollis ingår i släktet Argyra och familjen styltflugor. Arten är reproducerande i Sverige. Inga underarter finns listade i Catalogue of Life.